# Sierpień (opowiadanie)
Sierpień – tytuł opowiadania Brunona Schulza. Utwór wchodzi w skład zbioru Sklepy cynamonowe, opublikowanego w 1934 r. nakładem Wydawnictwa "Rój".

## Zarys treści
Fabuła opowiadania zawiera trzy wątki odpowiadające każdej z części. Wątki są równorzędne, żadnego z nich nie można nazwać głównym ani pobocznym. 
W części I Józef spaceruje z matką w sobotnie letnie popołudnie po rozgrzanym słońcem rynku. Część II to opis bezdomnej Tłui, pomieszkującej na zdezelowanym łóżku w ogrodzie, oraz jej matki Maryśki, podglądanej we śnie przez Józefa i służącą Adelę. Część III jest opisem wizyty Józefa (i przypuszczalnie jego matki) w położonym na przedmieściach domu ciotki Agaty. W czasie nudnej rozmowy ciotka narzeka na swego męża Marka (mały, zgarbiony, [...] pogodzony z losem), na dzieci (starzejąca się kuzynka Łucja z jej nadwrażliwym panieństwem, po pokoju spaceruje w tym czasie kuzyn Emil, który ma za sobą burzliwe i zmarnowane życie światowca i karciarza). Kuzyn zabiera Józefa do drugiego pokoju, gdzie pokazuje mu ukryte w portfelu zdjęcia pornograficzne, wywołując zmieszanie i zawstydzenie chłopca.

## Związki prozy z biografią
Sierpień jest utworem otwierającym Sklepy cynamonowe. Opowiadanie ma niewielkie rozmiary, składa się z trzech części, które łączy główna postać, będąca jednocześnie narratorem. Wspólne są także czas i miejsce zdarzeń: tytułowy sierpień w małym prowincjonalnym miasteczku, w którym odnaleźć można cechy współczesnego Schulzowi Drohobycza. 
Świat opowiadania widziany jest oczami bohatera, dorastającego chłopca imieniem Józef. Reaguje on namiętnie na wszystko, co nowe i olśniewające w jego przeżyciach, z dziecinną ciekawością obserwuje dorosłych i ich dziwaczne obsesje czy dewiacje.
Józef mieszka na pierwszym piętrze kamienicy w rynku. Informacja ta również odnosi czytelnika do biografii pisarza, który urodził się i spędził dzieciństwo w mieszkaniu przy drohobyckim rynku. 
Mimo cech wspólnych autora i bohatera, nie jest to literatura autobiograficzna. Istotą prozy Schulza nie jest opisywanie zdarzeń, które często, jak w opowiadaniu Sierpień, są zwyczajne, banalne. Schulz dokonuje przetworzenia rzeczywistości, kształtuje ją na nowo. Zwykłym zdarzeniom i ludziom nadaje charakter niezwykły i uniwersalny. Pisarz nazywał swoją metodę twórczą "mityzacją rzeczywistości". 

## Język
Język opowiadania Sierpień, jak wszystkich Schulzowskich opowiadań, jest oryginalny i ma wiele związków z poezją. Licznie pojawiają się środki stylistyczne typowe dla liryki − metafory i porównania. Nierzadko oba te środki przenikają się, tworząc nowe, subiektywne znaczenia: 

Zdawało się, że całe generacje dni letnich (jak cierpliwi sztukatorzy, obijający stare fasady z pleśni tynku) obtłukiwały kłamliwą glazurę, wydobywając z dnia na dzień wyraźniej prawdziwe oblicze domów, fizjonomię losu i życia, które formowało je od wewnątrz. Teraz okna, oślepione blaskiem pustego placu, spały; balkony wyznawały niebu swą pustkę; otwarte sienie pachniały chłodem i winem.

Charakterystyczne jest stosowanie zdań wielokrotnie złożonych, zawierających najczęściej obszerne opisy. Są one wyszukane w formie i pełne zaskakujących ciągów skojarzeniowych. Zjawiska ukazywane w Schulzowskim opisie nie są statyczne. Przyroda ma charakter dynamiczny, jest uczestnikiem zdarzeń: Bodiaki, spalone słońcem, krzyczą, łopuchy puchną i pysznią się bezwstydnym mięsem, chwasty ślinią się błyszczącym jadem.